# Ghidimagha
Ghidimagha albo Kidimaka (arab. غيديماغا, fr. Guidimakha) – jeden z 12 regionów Mauretańskiej Republiki Islamskiej, położony w południowej części kraju.